# Presidenti dell'Egitto
I presidenti dell'Egitto dal 1953 (abolizione della monarchia, regnante Fuʾād II d'Egitto) ad oggi sono i seguenti.

## Lista
| Presidente                                       | Presidente | Presidente | Presidente                                    | Partito                                                                                             | Elezione                     | Mandato          | Mandato                       | Mandato             |
| Presidente                                       | Presidente | Presidente | Presidente                                    | Partito                                                                                             | Elezione                     | Inizio           | Fine                          | Durata              |
| ------------------------------------------------ | ---------- | ---------- | --------------------------------------------- | --------------------------------------------------------------------------------------------------- | ---------------------------- | ---------------- | ----------------------------- | ------------------- |
| 1                                                |            |            | Muḥammad Naǧīb محمد نجيب                      | Militare/Liberation Rally                                                                           | A seguito di colpo di Stato  | 18 giugno 1953   | 14 novembre 1954 (dimissioni) | 1 anno, 149 giorni  |
| Consiglio del Comando della Rivoluzione egiziano |            |            |                                               | |                              |                  |                               |                     |
| –                                                |            |            | Gamal Abd el-Nasser جمال عبد الناصر           | Militare                                                                                            | –                            | 14 novembre 1954 | 23 giugno 1956                | 1 anno, 222 giorni  |
| Presidenti                                       |            |            |                                               | |                              |                  |                               |                     |
| 2                                                |            |            | Gamal Abd el-Nasser جمال عبد الناصر           | Unione Nazionale (fino al dicembre 1962) Unione Socialista Araba (dal dicembre 1962)                | –                            | 23 giugno 1956   | 28 settembre 1970             | 14 anni, 97 giorni  |
| 3                                                |            |            | Anwar Sadat أنور السادات                      | Unione Socialista Araba (fino al 2 ottobre 1978) Partito Nazionale Democratico (dal 2 ottobre 1978) | –                            | 15 ottobre 1970  | 6 ottobre 1981 (assassinato)  | 11 anni, 8 giorni   |
| –                                                |            |            | Sufi Abu Taleb صوفى أبو طالب facente funzioni | Partito Nazionale Democratico                                                                       | –                            | 6 ottobre 1981   | 14 ottobre 1981               | 8 giorni            |
| 4                                                |            |            | Hosni Mubarak حسنى مبارك                      | Partito Nazionale Democratico                                                                       | 1981, 1987, 1993, 1999, 2005 | 14 ottobre 1981  | 11 febbraio 2011 (dimissioni) | 29 anni, 120 giorni |
| Consiglio supremo delle forze armate             |            |            |                                               | |                              |                  |                               |                     |
| –                                                |            |            | Moḥammed Ḥoseyn Ṭanṭāwī محمد حسين طنطاوﻱ      | Militare                                                                                            | –                            | 11 febbraio 2011 | 30 giugno 2012                | 1 anno, 140 giorni  |
| Presidenti                                       |            |            |                                               | |                              |                  |                               |                     |
| 5                                                |            |            | Mohamed Morsi محمد مرسي                       | Partito Libertà e Giustizia                                                                         | 2012                         | 30 giugno 2012   | 3 luglio 2013 (deposto)       | 1 anno, 3 giorni    |
| –                                                |            |            | Adli Mansur عدلى منصور facente funzioni       | Indipendente                                                                                        | –                            | 4 luglio 2013    | 8 giugno 2014                 | 339 giorni          |
| 6                                                |            |            | Abdel Fattah al-Sisi عبد الفتاح السيسي        | Indipendente                                                                                        | 2014, 2018, 2023             | 8 giugno 2014    | in carica                     | 10 anni, 227 giorni |